# ملولبة ثنائية التثلم
ملولبة ثنائية التثلم (الاسم العلمي: species bisulcatus) هي نوع منقرض من عضديات الأرجل تتبع جنس الملولبة من فصيلة الملولبات.